# Elecciones estatales de Tlaxcala de 2010
Las Elecciones estatales de Tlaxcala de 2010 se celebraron el domingo 4 de julio de 2010, habiéndose renovado los siguientes cargos de elección popular en el estado mexicano de Tlaxcala:
- Gobernador de Tlaxcala. Titular del Poder Ejecutivo del estado, electo para un periodo de seis años no reelegibles en ningún caso, el candidato electo fue Mariano González Zarur.
- 60 ayuntamientos. Compuestos por un Presidente Municipal y regidores, electos para un periodo de tres años no reelegibles para el periodo inmediato.
- 32 Diputados Locales. 19 Electos por mayoría relativa en cada uno de los Distrito Electorales y 13 electos por el principio de Representación Proporcional para integrar la LX Legislatura.

## Elecciones internas de los partidos políticos

### Partido Acción Nacional
El 19 de octubre de 2009 en una conferencia encabezada por el presidente nacional del PAN, César Nava Vázquez, este manifestó que los precandidatos de su partido a la gubernatura eran Adriana Dávila Fernández, Perla López Loyo, Sergio González Hernández, Julián Velázquez Llorente, Oralia López Hernández y Adolfo Escobar Jardinez.
El 25 de marzo de 2010 el comité ejecutivo nacional del PAN resolvió detener el proceso de elección interna y designó candidata a la gubernatura a Adriana Dávila Fernández.

### Partido Revolucionario Institucional
El primer aspirante a la candidatura del PRI al gobierno que manifestó públicamente sus aspiraciones fue Mariano González Zarur, quien en la elección de 2004 resultó derrotado por una mínima diferencia; a él se sumó la presidenta municipal de Tlaxcala de Xicohténcatl, Lorena Cuéllar Cisneros.
El 15 de marzo de 2010 se registraron oficialmente como precandidatos Lorena Cuéllar Cisneros y Mariano González Zarur.
El 31 de marzo de 2010, Lorena Cuéllar anunció que se retiraba de la elección interna del P.R.I. por considerar que fue "un proceso irregular y manipulado, donde imperó la ilegalidad", por lo que durante la convención estatal del tricolor realizada en la colonia Ocotlán, los mil 100 delegados eligieron por unanimidad al exdiputado federal Mariano González Zarur.
Durante su discurso, González Zarur aseguró que ganaría la elección del 4 de julio, realizando una campaña incluyente y prometió conformar un gobierno plural, corresponsable y compartido.

### Partido de la Revolución Democrática
El 22 de octubre de 2009 el presidente nacional del PRD, Jesús Ortega Martínez, anunció que su partido consideraba a seis postulantes para la candidatura al gobierno del estado, siendo éstos Minerva Hernández Ramos, Ricardo Olivares Sánchez, Alberto Amaro Corona, Eduardo Medel Quiróz, Rafael Molina Jiménez y Lowell Eliuth Taylor; descartando además la candidatura externa del priista Mariano González Zarur, y también la de la excandidata y exsenadora María del Carmen Ramírez, quien ya había anunciado su intención de participar en la elección.
El 31 de enero de 2010, se dio por cerrado el registro de precandidatos para Gobernador y diputados plurinominales por este partido, quedando registrados para Gobernador: Minerva Hernández Ramos, Alberto Amaro Corona, Floria María Hernández Hernández, Arnulfo Corona Estrada y Javier Flores Macias, el 2 de febrero del 2010, la Comisión Nacional de Elecciones, invalidó el registro de estos dos últimos determinando inconsistencias en la documentación presentada como requisito.
El 5 de febrero del 2010, Arnulfo Corona Estrada, acusó a la senadora con licencia, Minerva Hernández Ramos, de encabezar a siete corrientes internas para excluir del proceso interno del sol azteca a varios aspirantes. Después de que la Comisión Nacional de Elecciones determinó negarle el registro a Corona Estrada por no entregar una carta de no antecedentes penales, pero “eso quedó subsanado afirmó el exdirigente del PRD en Tlaxcala.
El 14 de marzo se llevó a cabo la convención estatal que eligió a Minerva Hernández Ramos como candidata a gobernadora por 427 votos frente a 127 de Alberto Amaro Corona.

### Partido del Trabajo y Convergencia
El 9 de febrero de 2010 el Partido del Trabajo y Convergencia anunciaron la postulación como precandidato a la gubernatura de Mariano González Zarur.

### Partido Socialista
El 21 de enero de 2009 la senadora con licencia Rosalía Peredo Aguilar se registró como precandidata a la gubernatura por el Partido Socialista, manifestando su interés en crear una coalición electoral con otros partidos con excepción del PAN.

## Resultados electorales

### Gobernador
1. ↑  Declinó su Candidatura a favor de Adriana Dávila Fernández, así que legalmente sus votos son considerados nulos.
2. ↑  Declinó su Candidatura a favor de Adriana Dávila Fernández, así que legalmente sus votos son considerados nulos.

### Congreso del Estado de Tlaxcala
|  | 28.74 % |

|  | 28.04 % |

|  | 11.27 % |

|  | 6.59 % |

|  | 6.38 % |

|  | 4.26 % |

|  | 3.93 % |

|  | 2.57 % |

|  | 2.10 % |

|  | 1.40 % |

|  | 4.73 % |

|  | 100 % |

### Ayuntamientos
|  | 34.66 % |

|  | 22.40 % |

|  | 8.88 % |

|  | 7.96 % |

|  | 6.75 % |

|  | 4.71 % |

|  | 3.38 % |

|  | 2.29 % |

|  | 1.99 % |

|  | 1.61 % |

|  | 1.55 % |

|  | 96.18 % |

|  | 3.82 % |